# NGC 800
NGC 800 is een spiraalvormig sterrenstelsel in het sterrenbeeld Walvis. Het hemelobject werd op 9 oktober 1885 ontdekt door de Amerikaanse astronoom Lewis A. Swift.

## Synoniemen
- PGC 7740
- UGC 1526
- IRAS01596-0021
- MCG 0-6-24
- KUG 0159-003
- ZWG 387.28
- KCPG 52A